# Friedrich Baltrusch
Georg Friedrich Baltrusch, född den 7 mars 1876 i Waldhof, Ostpreussen (Kejsardömet Tyskland), död den 22 april 1949 i Bad Wildungen, Västtyskland, var en tysk fackföreningsman, officer, kristdemokratisk riksdagspolitiker och medgrundare till CDU. Han anses ha varit den största protestantiska ledaren inom Christliche Gewerkschaften.

## Biografi
Friedrich Baltrusch som har polskt påbrå var från början snickare. År 1900 anslöt han sig till den kristna träindustriunionen (Christlichen Holzarbeiterverband) i Tyskland, vilket var ett ovanligt steg i och med att förbundet var romersk-katolskt dominerat. År 1909 började han arbeta som föreningssekreterare i det tyska fackförbundet. Som sådan var han verksam i flera olika regioner, innan han år 1912 kom till Gesamtverband der christlichen Gewerkschaften Deutschlands i Köln. Där blev han medarbetare till Adam Stegerwald vid försäkringsavdelningen,.  
Under de följande åren utbildade Baltrusch sig inom nationalekonomi och naturvetenskap genom att gå flera fortbildningskurser vid Handelshögskolan i Köln. Hans studier i naturvetenskap avbröts när första världskriget startade år 1914, då han blev inkallad till kejserliga marinen. Där tjänstgjorde han som officer fram till år 1918. År 1925 var han delegat i världskonferensen för protestantiska och ortodoxa kyrkor i Storkyrkan i Stockholm. 
Baltrusch satt i tyska riksdagen 1930–1933 för DDP.. Inför riksdagsvalet 1932 stöttade Baltrusch politiskt rikspresidenten Paul von Hindenburg. I ett tal till tyska riksdagen 1932 kritiserade han hårt Walter Ulbricht och Joseph Goebbels för att bedriva en lögnaktig smutskastningskampanj mot rikspresidenten Hindenburg. Han var samtidigt ledare för Jungdeutscher Orden tills att organisationen förbjöds av NSDAP.
Under andra världskriget och fram till 1944 var Baltrusch aktiv inom den tyska motståndsrörelsen och hade nära kontakt med Jakob Kaiser och Bernhard Letterhaus. Strax efter 20 juli-attentatet greps Baltrusch av Gestapo i samband med Aktion Gitter, men släpptes senare då bevisningen på hans inblandning i attentatet var bristfällig och hade förstörts.  Efter andra världskriget och slutet på NSDAP-styret engagerade sig Friedrich åter politiskt för nybildade partiet CDU, som han var medgrundare till. Han var också rådgivare till och satt i regeringen för den amerikanska ockupationsmakten i Kassel. I början av 1949 arbetade han med den nya grundlagen för Västtyskland som antogs strax innan han dog.